# Meyers Kleines Konversations-Lexikon
Meyers Kleines Konversations-Lexikon ist ein Nachschlagewerk allgemeinen Inhalts in deutscher Sprache, das im 19. und 20. Jahrhundert in mehreren Auflagen und unterschiedlichem Umfang vom Bibliographischen Institut herausgegeben wurde. Es ist nach dessen Gründer Joseph Meyer benannt und wurde als kleinere und kostengünstigere Fassung zum größeren Meyers Konversations-Lexikon konzipiert. 

## Ausgaben (Beispiele)
Die 5. Auflage mit drei Bänden erschien 1892/1893 und beinhaltete über 100 Beilagen, Karten und Bildertafeln in Holzschnitt, Kupferstich und Chromolithografie.
Die 7. Auflage in 6 Bänden erschien 1906/1909 mit mehr als 130.000 Artikeln und Nachweisen. Diese Auflage beinhaltete 639 Bildertafeln, Karten und Plänen sowie 127 Textbeilagen, farbigen Chromolithografien und Textabbildungen in Holzstich.